# 의리적 구토
《의리적 구토》(義理的仇討) 또는 《의리적 구투》(義理的仇鬪)는 1919년 10월 27일 단성사에서 공개되고 김도산이 극본·연출한 한국 최초로 만들어진 연쇄극 (연극과 영화)이다. 김도산 등이 주연으로 출연하였고 박승필 등이 제작에 참여하였다.

## 줄거리
필름 원본은 소실되었으나 남아있는 문헌에 따르면 작품의 줄거리는 다음과 같다.
부유한 집안의 자제로 태어난 송산은 모친을 일찍 여의고 계모의 슬하에서 불우한 성장기를 보낸다. 송산은 가문의 체통을 위해 재산을 탐내는 계모와 그 일당의 괴롭힘을 묵묵히 견디며 술로 세월을 보낸다.
송산은 뜻이 맞는 동지 죽산을 만나 결의형제를 맺고 동지들을 포섭하게 된다. 마침내 집안을 파탄 내려는 계모의 계략이 극에 달했을 때, 송산은 응징의 칼을 뽑기로 결심한다는 권선징악적인 내용이다.

### 출연

#### 주연
- 송산(松山, 마쓰야마) - 김도산
- 죽산(竹山, 다케야마) - 이경환
- 계모 - 김영덕
- 매초(梅草, 우메쿠사) - 윤화

#### 조연
- 강원형
- 최일
- 양성현
- 신극좌

## 제작

### 배경
연쇄극(連鎖劇)은 앞서 말했듯이 영화를 섞어 상연하는 연극으로서, 영화 발전의 한 단계이며, 키노 드라마(Kino Drama)라고도 부른다. 연극으로 표현할 수 없거나 힘든 야외 장면을 영상으로 만들어 연극에서 필요하게 되면 영사막을 내리고 상영해서 무대의 연극과 연결되도록 하는 형태이다. 예컨대 두 사람이 다투다가 호수에서 뱃놀이를 하는 장면이 필요하면, 옥양목으로 된 영사막을 내리고 뱃놀이 장면을 보여준다. 뱃놀이를 마치고 다시 건물에 들어서면 영사막이 올라가고 연극 무대로 바뀐다.
이런 형태로 야외 장면을 보여준 영화는 극적인 요소도 있었고, 처음부터 끝까지 연출로써 만들어져서 예전의 영화와는 비할 바 없이 큰 흥미를 불러일으켰다. 연극과 함께 보여주는 단점이 있었으나 한 단계 나아갔음에는 분명했다.
당시까지 한국에 소개된 영화는 겨우 3~4분짜리였고, 한국인이 만든 것은 하나도 없었다. 더구나 일본인이나 서양인이 가지고 들어온 영화는 도시 전경이나 춤추는 모습, 기차가 달리는 모습 등 매우 초보적인 영상이었다. 한국인은 주로 신파극을 했으며, 극장이란 영화를 상영하는 영화관이 아닌 연극을 상연하는 곳이었다.
그러다가 《의리적 구투》가 등장했는데, 한국인이 돈을 대고, 한국인 연출자, 한국인 배우가 만든 영화로도 화제를 모았다. 이때 의리적 구투는 연쇄극으로서 연극과 영화를 병합한 극으로서, 서양과 일본에서 “Kino Drama”로도 불렸으며, 영화 발전의 한 단계로 시도되고 있었다. 이 무렵 서울의 단성사, 우미관, 장안사 등의 극장이 있었고, 연극 이외에 기록물이나 일본의 연쇄극을 선보이고 있었다.

### 기획과 상영
《의리적 구투》는 원래 극단 신극좌(新劇座)를 이끌던 김도산(金陶山)이 쓴 신파극이었다. 단성사 전속 변사였던 김덕경이 일본 연쇄극 《세토나이카이》(瀬戸内海)에서 영감을 얻어 김도산으로 하여금 연쇄극으로 바꾸어 보도록 권유하였다. 이에 김도산이 다성사 사주 박승필(朴承弼)과 상의하게 된다. 박승필은 영화에 관심을 갖고 있었으며, 이미 극장 단성사를 영화 상영에 불편함이 없도록 개수까지 마쳐 놓았다. 박승필은 김도산의 제의가 타당하다고 생각하여 5천 원을 투자하였다. 한편 제작비가 약 50원(圓)이었다는 말도 있다.
연출과 주연은 김도산이 맡았고, 촬영 기사는 한국인이 없었기 때문에 김덕경을 오사카로 보내어 그곳 덴카츠(天活)라는 영화사의 기사 미야이(宮井) 또는 미야가와 소오노수케(宮川早之助)를 초빙해 왔다. 촬영 장소는 명월관, 한강 철교, 장충단, 홍릉 등지였으며, 모두 연극 무대로는 만들 수 없는 장소였다. 촬영한 양은 35mm 흑백무성필름 1권 정도의 분량이었다.
1919년 10월 27일 단성사에서 처음으로 공개·상영되었다. 이장료는 특등 1원 50전, 1등 1원, 2등 60전, 3등 40전이었으며, 연극 관람표 40전에 비해 매우 비쌌다. 그러나 흥행에는 매우 성공하였다. 상영 당시 영화와 연극이 서로 바뀔 때마다 호루라기로 신호를 하였다고 한다.

## 평가 및 영향
《의리적 구투》는 구체적인 제작 결과 및 한국의 자본과 인력이 주축이 되어 제작하였다는 두 가지 점에서 한국영화의 기점(起點)으로 보고 있다. 이 영화가 만들어져 개봉된 1919년 10월 27일을 기념하여 1966년부터 영화의 날로 제정·기념하고 있다.
《의리적 구투》가 성공한 이후 혁신단의 임성구, 문예단의 이기세 등도 연쇄극을 만들었다. 또한 《의리적 구투》 이후로 연쇄극 붐이 일어났다. 박승필은 단성사에 촬영부를 신설하여 김도산의 차기작 제작을 지원하였고 1919년부터 1920년까지 《시우정》,《형사고심》,《의적》 등의 작품이 제작되었다.

## 같이 보기
- 단성사 : 《의리적 구투》 제작·상영
- 김도산 : 《의리적 구투》 연출·감독
- 월하의 맹서 : 한국 최초의 극영화
- 경성전시의 경 : 한국 최초의 기록영화. 《의리적 구투》와 함께 공개되었다.

## 참고 자료
- 김은신 (1995년 11월 1일). 〈영화/단성사에서 상영된 키노 드라마〉. 《이것이 한국 최초》. 삼문. ISBN 9788985407359.